# Лапіно (Тверська область)
Лапіно (рос. Лапино) — присілок в Калінінському районі Тверської області Російської Федерації.
Населення становить 20 осіб. Входить до складу муніципального утворення Тургиновське сільське поселення.

## Історія
Від 2005 року входить до складу муніципального утворення Тургиновське сільське поселення.

## Населення
| 1859 | 1886 | 2002 | 2010 |
| ---- | ---- | ---- | ---- |
| 491  | ↗591 | ↘12  | ↗20  |